# Taktyka linearna

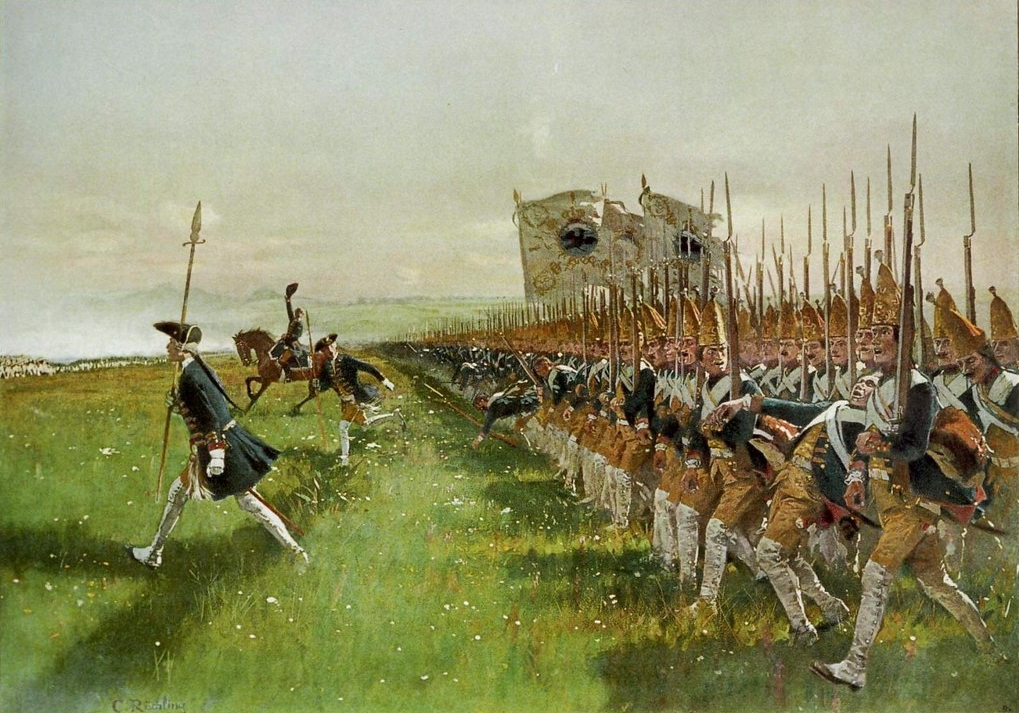
Szyk liniowy pruskiej piechoty w czasie bitwy pod Hohenfriedebergiem

Taktyka linearna – sposób prowadzenia walki w Europie, stosowany od połowy XVII w. do rewolucji francuskiej.
Polegała na rozwinięciu wojska w linie, w piechocie 3-4 szeregowe, w kawalerii 2–3 szeregowe. Kres taktyce linearnej położyło wprowadzenie kolumn uderzeniowych przez rewolucyjne wojska francuskie, co zapoczątkowało taktykę kolumnowo-tyralierską.